# Hypercompe cermelii
Hypercompe cermelii là một loài bướm đêm thuộc phân họ Arctiinae, họ Erebidae.